# Gastropholis prasina
Gastropholis prasina — вид ящірок родини ящіркових (Lacertidae). Мешкає в Східній Африці.

## Поширення і екологія
Gastropholis prasina мешкають в прибережних районах на північному сході Танзанії та на південному сході Кенії. Вони живуть в тропічних лісах, рідколіссях і прибережних заростях, на висоті до 2000 м над рівнем моря. Ведуть денний, деревний спосіб життя, відкладають яйця.

## Збереження
МСОП класифікує стан збереження цього виду як близький до загрозливого. Gastropholis prasina загрожує знищення природного середовища.